# Vitality Air
Vitality Air ist ein kanadischer Anbieter von in Flaschen abgefüllter Luft. Die Firma hat dieses Marktsegment begründet.

## Geschichte
Das Unternehmen wurde 2014 in Edmonton gegründet. Die Gründer Moses Lam und Troy Paquette verkauften zuvor als Scherz zwei mit Luft gefüllte Plastiksäcke auf eBay. Der zweite Plastiksack entwickelte sich zum Meme und erzielte einen Preis von über 100 Euro. Lam und Paquette, beide zuvor in der Finanzdienstleistungsbranche tätig, entschlossen sich, Luft regulär als Produkt anzubieten. In ihrer Freizeit entwickelten sie einen geeigneten Behälter und sondierten potenzielle Absatzmärkte. Die anfängliche Investition in das Unternehmen betrug ca. eine Million US-Dollar und wurde größtenteils von Miteigentümer Lam aufgebracht. Im Juni 2015 wurden eine erste Charge von 500 Flaschen nach Los Angeles verkauft. Im Oktober 2015 wurde eine Bestellung über 5000 Flaschen nach China ausgeliefert. Noch im selben Jahr beteiligte sich ein privater Investor aus Dubai mit 500.000 US-Dollar am Unternehmen. Ende 2017 hatte das Unternehmen über 200.000 Flaschen abgesetzt. Im Juni 2017 gründete das Unternehmen gemeinsam mit der Verwaltung des südkoreanischen Landkreises (gun) Hadong und einem lokalen Unternehmen ein Joint Venture, das das Produkt Jiri Air auf den Markt brachte, dessen Luft am Berg Jirisan gewonnen wird. Ebenfalls im Juni 2017 erweiterte Vitality Air ihre Produktpalette um aromatisierte Dosenluft namens „Vitality Air Essentials“. Mittlerweile gibt es in Bezug auf das Grundprodukt mehrere Nachahmerprodukte auf dem Markt.

## Produkt
Vitality Air sammelt alle zwei Wochen mehrere hunderttausend Liter Luft ein, die verdichtet und gereinigt wird. Die Flaschen werden in zwei Größen produziert, von denen die kleinere drei Liter Luft enthält und mit einer Sprühkappe ausgerüstet ist, während die größere acht Liter Luft enthält und über eine Halbmaske zum erleichterten Einatmen verfügt. Die Flaschenfüllungen sollen nach Herstellerangaben für mindestens 80 bzw. 160 Atemzüge ausreichen. Die Luft stammt aus dem kanadischen Banff-Nationalpark, in dessen Nähe die Firmengründer wohnen. Die Flaschen bestehen aus Aluminium, um den postalischen Transport zu erleichtern. Der Hersteller gibt die Haltbarkeit seines Produkts mit „ein bis zwei Jahren“ an. Hauptabnehmer sind Menschen in chinesischen Großstädten, in denen hohe Luftverschmutzung herrscht. Die große Flasche Luft kostet dort 100 Renminbi, über 10 Euro. Weitere Absatzmärkte sind Großstädte im Nahen Osten, in Korea, Vietnam und Indien – in Neu-Delhi lagen beispielsweise im November 2017 Messwerte für Luftverschmutzung teilweise fast um das 40-fache über dem Grenzwert.
Vitality Air Inc. stellt keine rechtlich angreifbaren Behauptungen über den medizinischen Nutzen seines Produkts auf. Studien über positive Aspekte abgefüllter Luft für den Konsumenten existieren nicht. Die WHO kritisiert, dass Produkte wie Vitality Air den Bewohnern von Städten mit starker Luftverschmutzung signalisierten, dass die Verschmutzung ein Normalzustand sei.